# Just Dance 3
Just Dance 3 là một trò chơi nhịp điệu được phát hành trên Wii, Xbox 360 và PlayStation 3. Đây là phần thứ ba của loạt trò chơi video Just Dance được phát hành bởi Ubisoft và cũng là phiên bản Just Dance có mặt trên Xbox 360 và PS3. Just Dance 3 đã được công bố ngay sau khi phát hành Just Dance 2 và được phát hành vào ngày 7 tháng 10 năm 2011 tại Bắc Mỹ và vào ngày 11 tháng 10 năm 2011 tại Úc và Châu Âu. Bài hát " Jungle Drum " của Emiliana Torrini được lên kế hoạch đưa vào trò chơi, nhưng sau đó bị loại bỏ mà không rõ lý do.

## Cách chơi
Giống như hai phiên bản trước, bốn người chơi có thể tham gia nhảy cùng một lúc bằng cách bắt chước vũ đạo trên màn hình với hơn 40 bài hát. Cùng với chế độ nhảy đơn (solo) và nhảy đôi (duet), Just Dance 3 có chế độ nhảy bốn (Dance Crew) cho phép 4 người chơi nhảy cùng nhau, mỗi người có một vũ đạo, phong cách độc đáo của riêng mình, danh sách nhạc cũng được bố trí sắp xếp theo nhiều thể loại khác nhau. Người chơi có thể mở khóa các phần thưởng trong game như bài hát mới, chế độ mới, cũng như những phiên bản Dance Mashup. Các tính năng cũ cũng có mặt trong phiên bản này bao gồm Non-Stop Shuffle, Speed Shuffle và Just Sweat Mode.
Phiên bản Wii và PlayStation 3 có chế độ nhảy "Hold My Hand", trong đó cho phép 8 người chơi có thể chia thành 4 bộ điều khiển Wii Remote hoặc PlayStation Move để nhảy. Phiên bản PS3 và Xbox 360 cũng có tính năng karaoke sử dụng micrô của PlayStation Eye và chức năng nhận dạng giọng nói của Kinect để hát theo lời bài hát trên màn hình. Phiên bản Xbox 360 có chế độ "Just Create", trong đó người chơi có thể tạo những động tác của riêng mình với Kinect. Những động tác đó có thể được lưu, chia sẻ trực tuyến với bạn bè và được chơi giống như bất kỳ bài nhảy Just Dance nào khác.

## Danh sách bài hát
| Tên bài hát                                  | Nghệ sĩ                                                                       | Mức độ                               | Năm  |
| -------------------------------------------- | ----------------------------------------------------------------------------- | ------------------------------------ | ---- |
| "California Gurls"                           | Katy Perry và Snoop Dogg                                                      | Trung Bình                           | 2010 |
| "Take On Me"                                 | a-ha                                                                          | Dễ                                   | 1984 |
| "Pump It"                                    | The Black Eyed Peas                                                           | Khó                                  | 2006 |
| "Lollipop"                                   | Mika                                                                          | Dễ                                   | 2007 |
| "Promiscuous"                                | Nelly Furtado và Timbaland                                                    | Dễ                                   | 2006 |
| "Baby One More Time"                         | The Girly Team (bản gốc bởi Britney Spears)                                   | Dễ                                   | 1998 |
| "Price Tag"                                  | Jessie J và B.o.B                                                             | Dễ                                   | 2011 |
| "I Don't Feel Like Dancin'"                  | Scissor Sisters                                                               | Khó                                  | 2006 |
| "Marcia Baila"                               | Les Rita Mitsouko                                                             | Trung Bình                           | 1984 |
| "Barbra Streisand"                           | Duck Sauce                                                                    | Trung Bình                           | 2010 |
| "Venus"                                      | Bananarama                                                                    | Dễ                                   | 1986 |
| "No Limit"                                   | 2 Unlimited                                                                   | Trung Bình                           | 1993 |
| "Dynamite"                                   | Taio Cruz                                                                     | Dễ (Wii và PS3)/Trung Bình(Xbox 360) | 2010 |
| "Teenage Dream"                              | Katy Perry                                                                    | Trung Bình                           | 2010 |
| "Only Girl (In the World)"                   | Rihanna                                                                       | Trung Bình                           | 2010 |
| "Forget You"                                 | Cee Lo Green                                                                  | Trung Bình                           | 2010 |
| "Jump"                                       | Girls Aloud                                                                   | Khó                                  | 2003 |
| "Gonna Make You Sweat (Everybody Dance Now)" | Sweat Invaders (bản gốc bởi C+C Music Factory và Freedom Williams)            | Trung Bình                           | 1990 |
| "What You Waiting For?"                      | Gwen Stefani                                                                  | Trung Bình                           | 2004 |
| "Crazy Little Thing Called Love"             | Queen                                                                         | Khó                                  | 1979 |
| "Think"                                      | The London Theatre Orchestra & Cast (bản gốc bởi Aretha Franklin)             | Trung Bình                           | 1968 |
| "Boogie Wonderland"                          | Groove Century (bản gốc bởi Earth, Wind & Fire và The Emotions)               | Trung Bình                           | 1979 |
| "Hey Boy Hey Girl"                           | The Chemical Brothers                                                         | Khó                                  | 1999 |
| "E.T."                                       | Katy Perry                                                                    | Easy                                 | 2011 |
| "Boom"                                       | Reggaeton Storm (bản gốc bởi MC Magico và Alex Wilson)                        | Trung Bình                           | 1999 |
| "Da Funk"                                    | Daft Punk                                                                     | Trung Bình                           | 1995 |
| "I Feel Love"                                | Donna Summer                                                                  | Trung Bình                           | 1977 |
| "Dance All Nite"                             | Anja                                                                          | Khó                                  | 2011 |
| "Spectronizer"                               | Sentai Express                                                                | Trung Bình                           | 2011 |
| "Party Rock Anthem"                          | LMFAO, Lauren Bennett và GoonRock                                             | Khó                                  | 2011 |
| "Are You Gonna Go My Way"                    | Lenny Kravitz                                                                 | Dễ                                   | 1993 |
| "Land of 1000 Dances"                        | Wilson Pickett                                                                | Dễ                                   | 1966 |
| "She's Got Me Dancing"                       | Tommy Sparks                                                                  | Khó                                  | 2009 |
| "Jamaican Dance"                             | Konshens                                                                      | Dễ                                   | 2011 |
| "Let's Go to the Mall"                       | Robin Sparkles                                                                | Khó                                  | 2006 |
| "Night Boat to Cairo"                        | Madness                                                                       | Dễ                                   | 1979 |
| "I'm So Excited"                             | The Pointer Sisters                                                           | Dễ                                   | 1982 |
| "Video Killed the Radio Star"                | The Buggles                                                                   | Trung Bình                           | 1979 |
| "Kurio ko uddah le jana"                     | Bollywood Rainbow (bản gốc bởi Lata Mangeshkar và S.P. Balasubrahmanyam)      | Khó                                  | 1994 |
| "Giddy on Up (Giddy on Out)"                 | Laura Bell Bundy                                                              | Trung Bình                           | 2010 |
| "I Was Made for Lovin' You"                  | Kiss                                                                          | Dễ                                   | 1979 |
| "Tightrope (Solo Version)"                   | Janelle Monáe                                                                 | Khó                                  | 2010 |
| "Airplanes"                                  | B.o.B và Hayley Williams từ Paramore                                          | Dễ                                   | 2010 |
| "Beautiful Liar"                             | Countdown Mix Masters (bản gốc bởi Beyoncé và Shakira)                        | Khó                                  | 2007 |
| "Apache (Jump On It)"                        | The Sugarhill Gang                                                            | Khó                                  | 1981 |
| "Pata Pata"                                  | African Ladies (bản gốc bởi Miriam Makeba)                                    | Dễ                                   | 1967 |
| "Satellite"                                  | Lena Meyer-Landrut                                                            | Dễ                                   | 2010 |
| "Somethin' Stupid"                           | Robbie Williams vàNicole Kidman                                               | Dễ                                   | 2001 |
| "This Is Halloween"                          | Danny Elfman                                                                  | Trung Bình                           | 1993 |
| "Jambo Mambo"                                | Ole Orquesta                                                                  | Trung Bình                           | 1997 |
| "Baby Don't Stop Now"                        | Anja                                                                          | Trung Bình                           | 2011 |
| "Twist and Shake It"                         | The Girly Team                                                                | Trung Bình                           | 2007 |
| "Soul Searchin"                              | Groove Century                                                                | Dễ                                   | 1979 |
| "Baby Zouk"                                  | Dr. Creole                                                                    | Trung Bình                           | 2011 |
| "Hungarian Dance No. 5"                      | Johannes Brahms (hiển thị trong game dưới tên Just Dance Classical Orchestra) | Trung Bình                           | 1880 |
| "Mamasita"                                   | Latino Sunset                                                                 | Khó                                  | 2001 |
| "The Master Blaster"                         | Inspector Marceau                                                             | Khó                                  | 1969 |

### Nội dung tải xuống (DLC)
- Nội dung tải xuống bao gồm một số bài hát từ 2 phiên bản trước và nhiều bài hát mới dành riêng cho Just Dance 3 (được in đậm)
- Lưu ý rằng nội dung tải xuống không áp dụng cho PlayStation 3.

| Tên bài hát                                       | Nghệ sĩ                                                      | Năm  | Ngày phát hành                             |
| ------------------------------------------------- | ------------------------------------------------------------ | ---- | ------------------------------------------ |
| "Baby Don't Stop Now"                             | Anja                                                         | 2011 | 7 tháng 10 năm 2011                        |
| "Jambo Mambo"                                     | Olé Orquesta                                                 | 1997 | 7 tháng 10 năm 2011                        |
| "Soul Searchin"                                   | Groove Century                                               | 1999 | 7 tháng 10 năm 2011                        |
| "Twist and Shake It"                              | The Girly Team                                               | 2009 | 7 tháng 10 năm 2011                        |
| "U Can't Touch This"                              | Groove Century (bản gốc bởi MC Hammer)                       | 1990 | 7 tháng 10 năm 2011 (từ Just Dance 1)      |
| "Fame"                                            | In the style of Irene Cara (bản gốc bởi Irene Cara)          | 1980 | 7 tháng 10 năm 2011 (từ Just Dance 1)      |
| "Heart of Glass"                                  | Blondie                                                      | 1979 | 7 tháng 10 năm 2011 (từ Just Dance 1)      |
| "Jin-Go-Lo-Ba"                                    | Fatboy Slim                                                  | 2004 | 15 tháng 11 năm 2011 (từ Just Dance 1)     |
| "Cosmic Girl"                                     | Jamiroquai                                                   | 1996 | 15 tháng 11 năm 2011 (từ Just Dance 2)     |
| "Jump in the Line (Shake, Senora)"                | The Sunlight Shakers (bản gốc bởi Harry Belafonte)           | 2011 | 15 tháng 11 năm 2011 (từ Just Dance 2)     |
| "Satisfaction (Isak Original Extended)"           | Benny Benassi                                                | 2003 | 15 tháng 11 năm 2011 (từ Just Dance 2)     |
| "Toxic"                                           | The Hit Crew (bản gốc bởi Britney Spears)                    | 2003 | 23 tháng 11 năm 2011 (từ Just Dance 2)     |
| "Jump"                                            | Kris Kross                                                   | 1991 | 23 tháng 11 năm 2011 (từ Just Dance 2)     |
| "Proud Mary"                                      | Ike and Tina Turner                                          | 1971 | 23 tháng 11 năm 2011 (từ Just Dance 2)     |
| "Acceptable in the 80s"                           | Calvin Harris                                                | 2007 | 23 tháng 11 năm 2011 (từ Just Dance 1)     |
| "Walk Like an Egyptian"                           | The Bangles                                                  | 1986 | 6 tháng 12 năm 2011 (từ Just Dance 2)      |
| "Iko Iko"                                         | Mardi Gras                                                   | 1953 | 6 tháng 12 năm 2011 (từ Just Dance 2)      |
| "Baby Girl"                                       | Reggaeton                                                    | 2003 | 6 tháng 12 năm 2011 (từ Just Dance 2)      |
| "Mashed Potato Time"                              | Dee Dee Sharp                                                | 1962 | 6 tháng 12 năm 2011 (từ Just Dance 1)      |
| "Just Mario"                                      | Ubisoft Meets Nintendo                                       | 2011 | 14 tháng 12 năm 2011                       |
| "Crazy Christmas"                                 | Santa Clones                                                 | 2010 | 20 tháng 12 năm 2011 (từ Just Dance 2)     |
| "Step by Step"                                    | New Kids on the Block                                        | 1990 | 20 tháng 12 năm 2011 (từ Just Dance 1)     |
| "Funplex" (CCS Remix)                             | The B-52's                                                   | 2008 | 20 tháng 12 năm 2011 (từ Just Dance 1)     |
| "Louie Louie"                                     | Iggy Pop                                                     | 1993 | 20 tháng 12 năm 2011 (từ Just Dance 1)     |
| "I Like to Move It (Radio Mix)" (từ Just Dance 1) | Groove Century (bản gốc bởi Reel 2 Real và The Mad Stuntman) | 1993 | ngày 4 tháng 1 năm 2012                    |
| "Beat Match Until I'm Blue"                       | Sweat Invaders                                               | 2011 | ngày 4 tháng 1 năm 2012                    |
| "Dun N Dusted"                                    | Sweat Invaders                                               | 2011 | ngày 4 tháng 1 năm 2012                    |
| "Touch Me Want Me"                                | Sweat Invaders                                               | 2011 | ngày 4 tháng 1 năm 2012                    |
| "Cardiac Caress"                                  | Sweat Invaders                                               | 2012 | 18 tháng 1 năm 2012                        |
| "Boomsday"                                        | Sweat Invaders                                               | 2011 | 18 tháng 1 năm 2012                        |
| "Merengue"                                        | Sweat Invaders                                               | 2011 | 18 tháng 1 năm 2012                        |
| "Who Let the Dogs Out?" (từ Just Dance 1)         | The Sunlight Shakers (bản gốc bởi Baha Men)                  | 2000 | 18 tháng 1 năm 2012                        |
| "Katti Kalandal"                                  | Bollywood                                                    | 1980 | ngày 1 tháng 2 năm 2012 (từ Just Dance 2)  |
| "Why Oh Why"                                      | Love Letter                                                  | 2010 | ngày 1 tháng 2 năm 2012 (từ Just Dance 2)  |
| "The Power"                                       | Snap!                                                        | 1990 | ngày 1 tháng 2 năm 2012 (từ Just Dance 2)  |
| "Skin-To-Skin"                                    | Sweat Invaders                                               | 2010 | ngày 1 tháng 2 năm 2012 (từ Just Dance 2)  |
| "Rasputin"                                        | Boney M.                                                     | 1978 | ngày 15 tháng 2 năm 2012 (từ Just Dance 2) |
| "Mugsy Baloney"                                   | Charleston                                                   | 1924 | ngày 15 tháng 2 năm 2012 (từ Just Dance 2) |
| "That's the Way (I Like It)"                      | KC and the Sunshine Band                                     | 1975 | 15 tháng 2 năm 2012 (từ Just Dance 1)      |
| "Down by the Riverside"                           | The Reverend Horatio Duncan và Amos Sweets                   | 1927 | 12 tháng 3 năm 2012 (từ Just Dance 2)      |
| "Professor Pumplestickle"                         | Nick Phoenix và Thomas J. Bergersen                          | 2006 | 12 tháng 3 năm 2012 (từ Just Dance 2)      |
| "Kids in America"                                 | Kim Wilde                                                    | 1981 | 12 tháng 3 năm 2012 (từ Just Dance 1)      |
| "Dare"                                            | Gorillaz                                                     | 2005 | 12 tháng 3 năm 2012 (từ Just Dance 1)      |
| "Alright"                                         | Supergrass                                                   | 1994 | 25 tháng 4 năm 2012 (từ Just Dance 2)      |
| "Dagomba"                                         | Sorcerer                                                     | 2003 | 25 tháng 4 năm 2012 (từ Just Dance 2)      |
| "Futebol Crazy"                                   | The World Cup Girls                                          | 2010 | 25 tháng 4 năm 2012 (từ Just Dance 2)      |
| "It's Raining Men"                                | The Weather Girls                                            | 1982 | 25 tháng 4 năm 2012 (từ Just Dance 2)      |

#### Gói
| Tên                  | Nghệ sĩ                                                                                             | Bài hát                                                            | Ngày phát hành           |
| -------------------- | --------------------------------------------------------------------------------------------------- | ------------------------------------------------------------------ | ------------------------ |
| Sweat Pack #1        | Sweat Invaders                                                                                      | Beat Match Until I'm Blue Dun N Dusted Touch Me Want Me            | 4 tháng 1 năm 2012       |
| Sweat Pack #2        | Sweat Invaders                                                                                      | Boomsday Cardiac Caress Merengue                                   | 17 tháng năm 2012        |
| Christmas Pack       | The Bangles Mardi Gras Reggaeton Dee Dee Sharp                                                      | Walk Like an Egyptian Iko Iko Baby Girl Mashed Potato Time         | 17 tháng năm 2012        |
| Valentine Pack       | Bollywood Sweat Invaders Love Letter                                                                | Katti Kalandal Skin to Skin Why oh Why                             | ngày 1 tháng 2 năm 2012  |
| Spring Break Pack #1 | Kim Wilde The Reverend Horatio Duncan and Amos Sweets Gorillaz Nick Phoenix and Thomas J. Bergersen | Kids in America Down By The Riverside Dare Professor Pumplestickle | ngày 12 tháng 3 năm 2012 |
| Spring Break Pack #2 | The World Cup Girls Supergrass Sorcerer                                                             | Futebol Crazy Alright Dagomba                                      | ngày 25 tháng 4 năm 2012 |

## Đón nhận

### Đánh giá
Phần thứ ba của Ubisoft trong sê-ri Just Dance nhận được hầu hết các đánh giá tích cực từ các nhà phê bình, nhận được 75,30% Wii và 69,70% cho Xbox 360 trên GameRankings. Just Dance 3 nhận được đánh giá tích cực nhất với phiên bản dành cho Wii, được Nintendo Life cho điểm 9/10 và đánh giá tiêu cực nhất là từ Tạp chí Nintendo Vương quốc Anh, chấm điểm 68/100. Đối với Xbox 360, đánh giá tích cực nhất đến từ IGN, cho điểm 8,5 / 10 và tiêu cực nhất đến từ GamingExcellence, cho điểm 5,4 / 10.

### Tiêu thụ
Theo báo cáo hàng tuần của Gamasutra, Just Dance 3 là trò chơi đa nền tảng bán chạy nhất trong tuần tại Bắc Mỹ và Nhật Bản vào tuần 13 tháng 10 năm 2011 dưới dạng phiên bản Wii và thứ hai ở Anh, chỉ sau Forza Motorsport 4. Phiên bản Xbox 360 không có số liệu, đồng nghĩa rằng nó không lọt vào top 5. Tuy nhiên, trong số 5 game Wii bán chạy nhất tại Nhật Bản, Bắc Mỹ và Anh, Just Dance 3 là số một ở tất cả các khu vực.

## Đề cử

### Giải thưởng BAFTA Kids
| Năm  | Tên          | Hạng mục                           | Kết quả   |
| ---- | ------------ | ---------------------------------- | --------- |
| 2011 | Just Dance 3 | Trò chơi video được yêu thích nhất | Đoạt giải |

### Giải thưởng Lựa chọn của Trẻ em 2012
| Năm  | Tên          | Hạng mục                | Kết quả   |
| ---- | ------------ | ----------------------- | --------- |
| 2012 | Just Dance 3 | Trò chơi được yêu thích | Đoạt giải |

### Giải thưởng Teen Choice 2012
| Năm  | Tên          | Hạng mục          | Kết quả   |
| ---- | ------------ | ----------------- | --------- |
| 2012 | Just Dance 3 | Choice Video Game | Đoạt giải |

## Bản phát hành khác
Phiên bản Target và phiên bản Zeller được phát hành tại Canada bao gồm hai bài hát độc quyền là "Only Girl (In the World)" của Rihanna và "Airplanes" của B.o.B, chúng cũng được bao gồm trong phiên bản PAL của Xbox 360.
Ngoài ra, phiên bản Best Buy được phát hành tại Mỹ, bao gồm hai bài hát độc quyền là "Teenage Dream" và "E.T" của Katy Perry. Phiên bản PAL đặc biệt hoàn toàn giống với Phiên bản của Best Buy